# Mary Byrne
Pour les articles homonymes, voir Mary Byrne (témoin) et Byrne.
 (juin 2015).
Mary Byrne, née le 3 novembre 1959 à Ballyfermot, Dublin, est une chanteuse irlandaise.

## Biographie
Elle a participé à la septième saison du télé-crochet britannique The X Factor.

## X Factor
| Date                        | Chanson                                  | Résultat                   |
| --------------------------- | ---------------------------------------- | -------------------------- |
| Audition                    | I (Who Have Nothing)                     | Through to Bootcamp        |
| Judges Houses               | Fix You                                  | Through to live shows      |
| Week 1                      | It's a Man's Man's Man's World           | Safe                       |
| Week 2                      | You Don't Have To Say You Love Me        | Safe                       |
| Week 3                      | I (Who Have Nothing)                     | Safe                       |
| Week 4                      | Could It Be Magic                        | Safe                       |
| Week 5                      | There You'll Be                          | Safe                       |
| Week 6                      | Can You Feel the Love Tonight            | Safe                       |
| Week 7                      | Something                                | Safe                       |
| Week 8                      | All I Want Is You et Brass in Pocket     | Bottom three               |
| Final Showdown (Week 8)     | This Is My Life                          | Saved by judges' vote      |
| Week 9                      | Never Can Say Goodbye et The Way We Were | Bottom two                 |
| Final Showdown (Semi-final) | It's a Man's Man's Man's World           | Eliminated by judges' vote |

## Discographie

### Albums
| Titre        | Détails | Peak chart positions | Peak chart positions | Certifications     |
| Titre        | Détails | IRL                  | UK                   | Certifications     |
| ------------ | --- | -------------------- | -------------------- | ------------------ |
| Mine & Yours | - Released: 28 March 2011 - Label: Sony - Formats: CD, digital download                                                    | 1                    | 6                    | - IRE: 2× Platinum |
| ...with Love | - Released: 25 November 2011 (IRE) 5 March 2012 (UK) - Label: Universal Ireland & Decca UK - Formats: CD, digital download | 10                   | 28                   | - IRE: Gold        |

### Singles
| Année | Single                    | Peak chart positions | Album        |
| Année | Single                    | IRL                  | Album        |
| ----- | ------------------------- | -------------------- | ------------ |
| 2011  | I Just Call You Mine (en) | 12                   | Mine & Yours |

### En groupe
| Année | Single                                     | Peak chart positions | Peak chart positions | Album            |
| Année | Single                                     | UK                   | IRL                  | Album            |
| ----- | ------------------------------------------ | -------------------- | -------------------- | ---------------- |
| 2010  | Heroes (as part of The X Factor finalists) | 1                    | 1                    | Non-album single |